# André III de Vitré
Pour les articles homonymes, voir André III.
André III de Vitré (vers 1200 † 8 février 1250 lors de la bataille de Mansourah, en Égypte) est un baron de Vitré et d'Aubigné de 1211 à 1250.

## Biographie
André III de Vitré est le fils aîné d'André II de Vitré, baron de Vitré et de sa troisième épouse Eustachie de Rays, fille d'Harscoët de Rays.
On lui attribue la fondation de l'ancien couvent des Jacobins de Nantes, en 1228.
Vers 1230 il agrandit le château de Vitré et l'entoure de remparts qui englobèrent le Vieil-Bourg et l'église Notre-Dame. Il est aussi le fondateur du château de Chevré, seigneurie de la baronnie de Vitré. Il se  croise en 1248 avec Louis IX de France et meurt lors de la bataille de Mansourah.
Par son testament de 1248, André de Vitré donne à sa femme le chastel de Chasteillon, le moulin de l'estangs doud. lieu et Vendelays o touz ses appartenances. L'un des exécuteurs testamentaires était Guillaume Merlin, doyen de Mayenne.

## Unions et postérité
André III de Vitré contracte deux unions, il épouse en premières noces en 1212 Catherine de Thouars dame d'Aubigné, fille de Constance, duchesse de Bretagne, et de Guy de Thouars, dont:

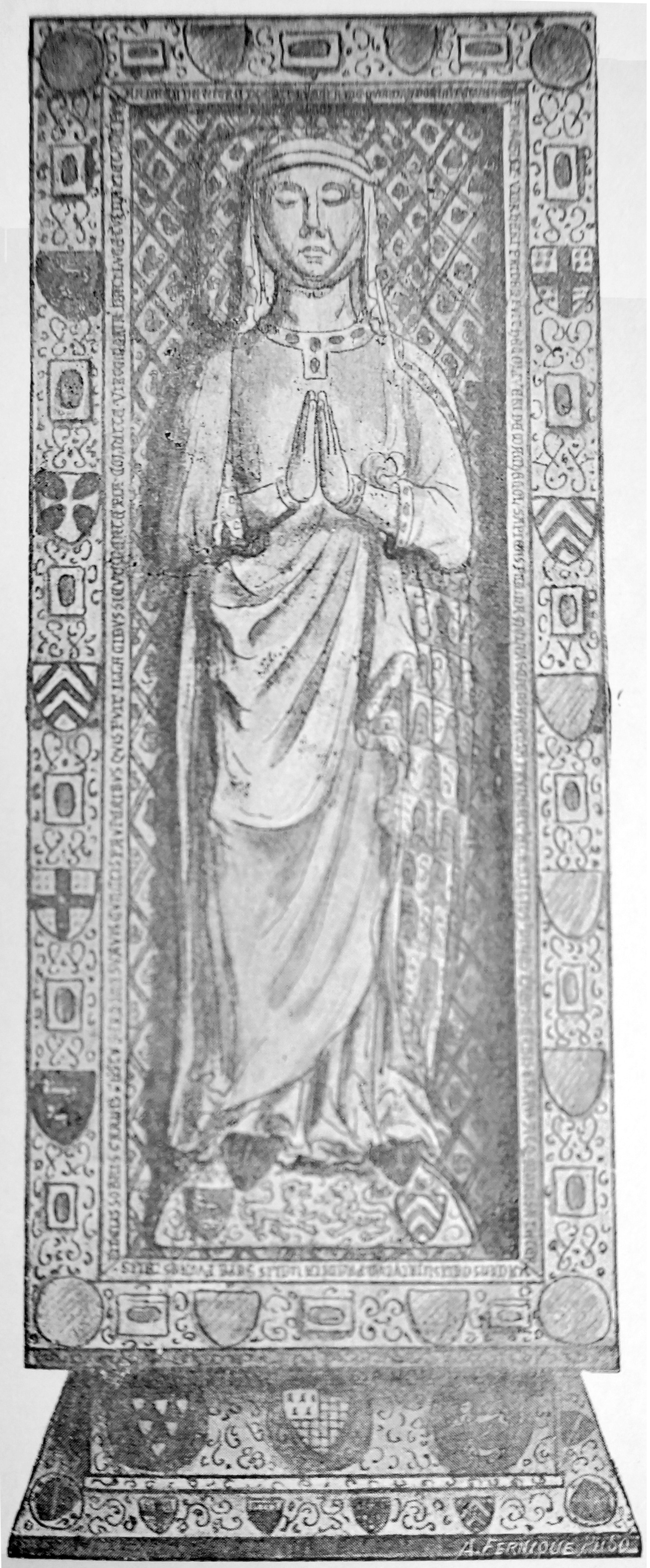
Eustachie de Vitré, dame de Machecoul.

- Philippa dame de Vitré, épouse de Guy VII de Laval, qui par cette union apporta la baronnie de Vitré au seigneur de Laval ;
- Eustachie épouse de Geoffroy Ier Botherel, seigneur de Quintin ;
- Alix, épouse de Foulques III de Mathefelon (vers 1200 † vers 1269), seigneur d'Azé.

Il épouse en secondes noces vers janvier 1240 Thomasse de La Guerche Dame de Pouancé et de Mareuil dont:
- Jeanne ;
- Philippa [II] nonne à l'abbaye de Longchamp reçoit des terres en Normandie ;
- Marguerite épouse d'Aimery d'Argenton, reçoit également des terres en Normandie comme dot ;
- Aliette épouse de Guillaume de Villiers ;
- Eustachie [II], dame des Huguetières épouse vers 1268 Olivier Ier de Machecoul ;
- André IV (né vers 1247/1248 † 15 mars 1251).

## Sources
- Mairie de Vitré
- Amédée Guillotin de Corson, Les grandes seigneuries de Haute-Bretagne (2 Volumes), vol. II, Paris, Le Livre d'Histoire réédition (1999), 1897-1899, 408 p. (ISBN 2844350305), p. 391-401 Vitré (Baronnie)
- Frédéric Morvan la Chevalerie de Bretagne et la formation de l'armée ducale 1260-1341 Presses Universitaires de Rennes, Rennes 2009,  (ISBN 9782753508279) « Généalogie n°39 : les seigneurs de Vitré (Montmorency-Laval) ».